# Quentalia secata
Quentalia secata är en fjärilsart som beskrevs av Paul Dognin. Quentalia secata ingår i släktet Quentalia och familjen silkesspinnare. Inga underarter finns listade.